# Husen (Lichtenau)
Husen ist ein Stadtteil von Lichtenau in Nordrhein-Westfalen, Deutschland, und gehört zum Kreis Paderborn. Es ist Teil der Region Bürener Land, die Einwohnerzahl lag am 31. Dezember 2023 bei 1042.
Die alte Postleitzahl von Husen ist 4791.

## Geographie

### Geographische Lage
Husen liegt in Westfalen auf dem Sintfeld, der südlichen Teillandschaft der Paderborner Hochfläche im Südwestteil des Naturparks Teutoburger Wald / Eggegebirge südwestlich der Lichtenauer Kernstadt. Es befindet sich unterhalb der Mündung des Piepenbachs in den Oberlauf des Alme-Zuflusses Altenau.

### Nachbarortschaften
Im Norden beginnend grenzen an Husen im Uhrzeigersinn die Lichtenauer Stadtteile Ebbinghausen, Lichtenau, Holtheim, Blankenrode, Dalheim und Atteln. Diese Orte gehören alle zum Kreis Paderborn.

### Klima
Husen gehört wie Ostwestfalen-Lippe insgesamt zum ozeanischen Klimabereich Nordwestdeutschlands, dem es geringe Temperaturgegensätze und milde Winter verdankt. Allerdings sind schon kontinentale Einflüsse wirksam. So liegt die Temperatur im Sommer höher und die Nächte sind kühler als in größerer Nähe zur Küste. Die Lage auf dem Sintfeld bedingt ein kollines Klima der Hügellandstufe mit kühleren Temperaturen und höherem Niederschlag als in anderen Lagen des Kreisgebiets.

## Geschichte

### Allgemein
Durch eine Urkunde des Klosters Corvey wurde Husen im Jahre 1043 als Husin in Patherga (= Padergau) erstmals erwähnt. In der Urkunde wurden die Zehntrechte an die St. Magnus-Kirche in Niedermarsberg übertragen. 1182 wurde bereits eine eigene Kapelle errichtet. Klöster waren auch in der Folgezeit die bestimmende Größe für das Dorf. Im 13. Jahrhundert waren die Klöster Willebadessen und Bredelar Grundbesitzer gefolgt vom Kloster Dalheim. Nach einer längeren Periode im Spätmittelalter war das Dorf vorübergehend eine Wüstung. Die Herren von Calenberg revitalisierten Ende des 15. Jahrhunderts den Ort durch die Errichtung eines Rittergutes. Husen wurde zu einem der rund 60 Rittersitze im Hochstift Paderborn. 1701 erwarb das Domkapitel Paderborn den adeligen Grundbesitz. Mit dem Untergang des Hochstifts Paderborn und dem Einmarsch preußischer Truppen 1802 fiel im Zuge der Säkularisation der bischöfliche Grundbesitz an das Königreich Preußen. 1902 erst erhielt der Ort eine eigene Pfarrkirche.
Im Königreich Westphalen bildete der Ort von 1807 bis 1813 eine Gemeinde im Kanton Atteln des Distrikts Paderborn im Departement der Fulda. 1815 wurde Husen endgültig preußisch und 1816 kam die Gemeinde zum neuen Kreis Büren, in dem sie zum Amt Atteln gehörte. Mit Inkrafttreten des Sauerland/Paderborn-Gesetzes am 1. Januar 1975 wurde Husen mit den meisten Gemeinden des Amtes Atteln und den Gemeinden des Amtes Lichtenau zur neuen Stadt Lichtenau zusammengelegt und kam mit dieser zum Kreis Paderborn. Rechtsnachfolgerin der aufgelösten Ämter Atteln und Lichtenau sowie der Gemeinde Husen ist die Stadt Lichtenau.

### Wüstungen
In der Feldflur von Husen liegen folgende Wüstungen:
- Amerungen
- Gulse
- Elverssen[5]

### Hochwasser
Nachdem die an der Altenau gelegenen Ortschaften, wie Husen, oftmals von Hochwasser – insbesondere 1965 – betroffen waren, wurde am Altenauoberlauf zwischen Dalheim und Husen an der Mündung des Piepenbachs in die Altenau das Hochwasserrückhaltebecken Husen-Dalheim (1982–1984) errichtet.

## Politik
Ortsvorsteher von Husen ist Thorsten Granitza.
Ratsvertreter ist Antonius Renneke.

## Religion

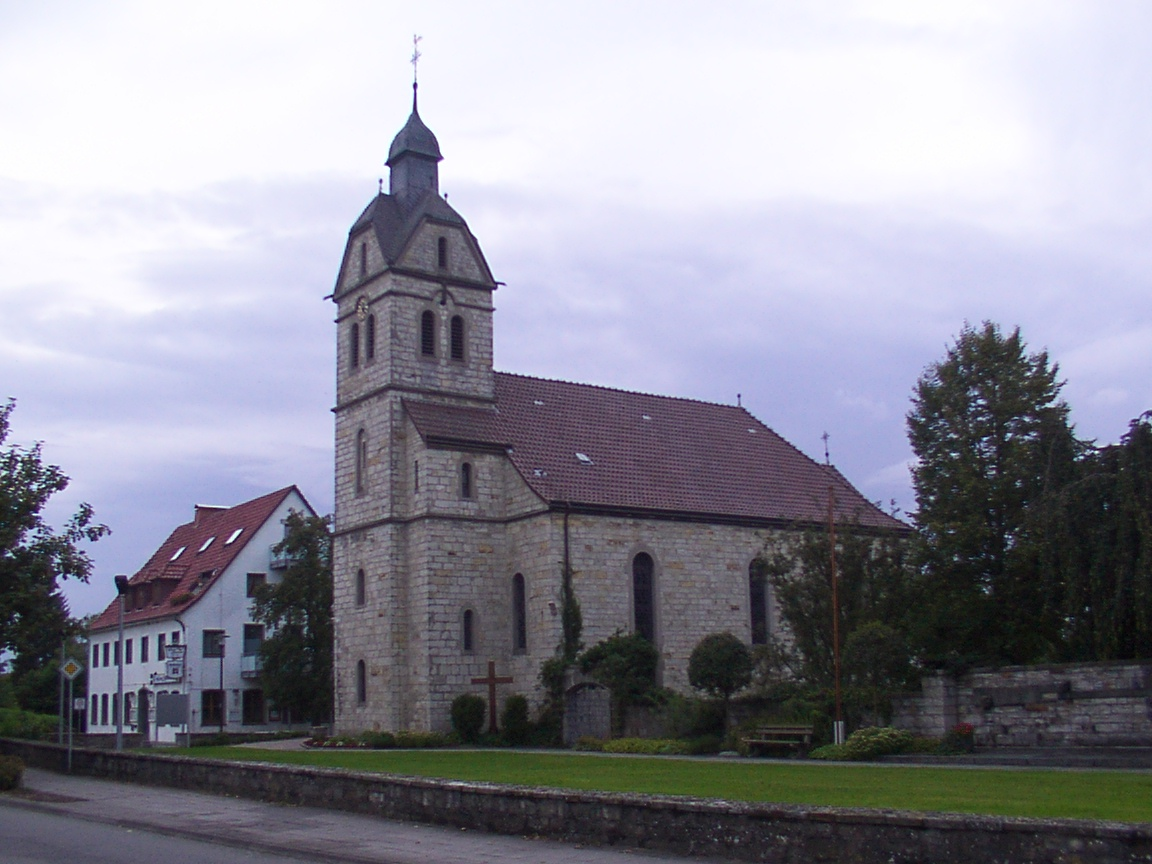
Kath. Kirche St. Magdalena

Die Mehrzahl der Bevölkerung ist katholisch und gehört zur Pfarrgemeinde Sankt Magdalena Husen im Dekanat Büren-Delbrück des Erzbistums Paderborn.

## Wirtschaft und Infrastruktur
In Husen und Umgebung spielte der Tourismus seit den 1960/70er Jahren eine große Rolle. Zu diesem Zeitpunkt entstand auch das „Europa Feriendorf“.
Im kommunalen Kindergarten „Wunderland“ werden bis zu 25 Kinder in einer Gruppe betreut.
Neben der Kirche, mitten im Ort, liegt der Sportplatz, der vom Sportverein „SC Rot Weiß Husen 1925 e. V.“ und anderen Interessengemeinschaften genutzt wird. Daneben entstand in den Jahren 2000/2001 das Sportheim mit Büro und Umkleidekabinen. 2002 entstand die neue, dazugehörige (Einfach-)Sporthalle. Am östlichen Ortsrand befindet sich die Schützenhalle mit Schießstand für Luftgewehre.
Von Husen aus verkehren stündlich Busse der „BahnBus Hochstift GmbH“ auf der Linie 482 in Richtung Paderborn bzw. Lichtenau und halten an drei Haltestellen des Ortes.

## Kultur und Sehenswürdigkeiten
- Sehenswürdigkeiten:
  - St. Annenkapelle
  - Stausee

- Regelmäßige Veranstaltungen:

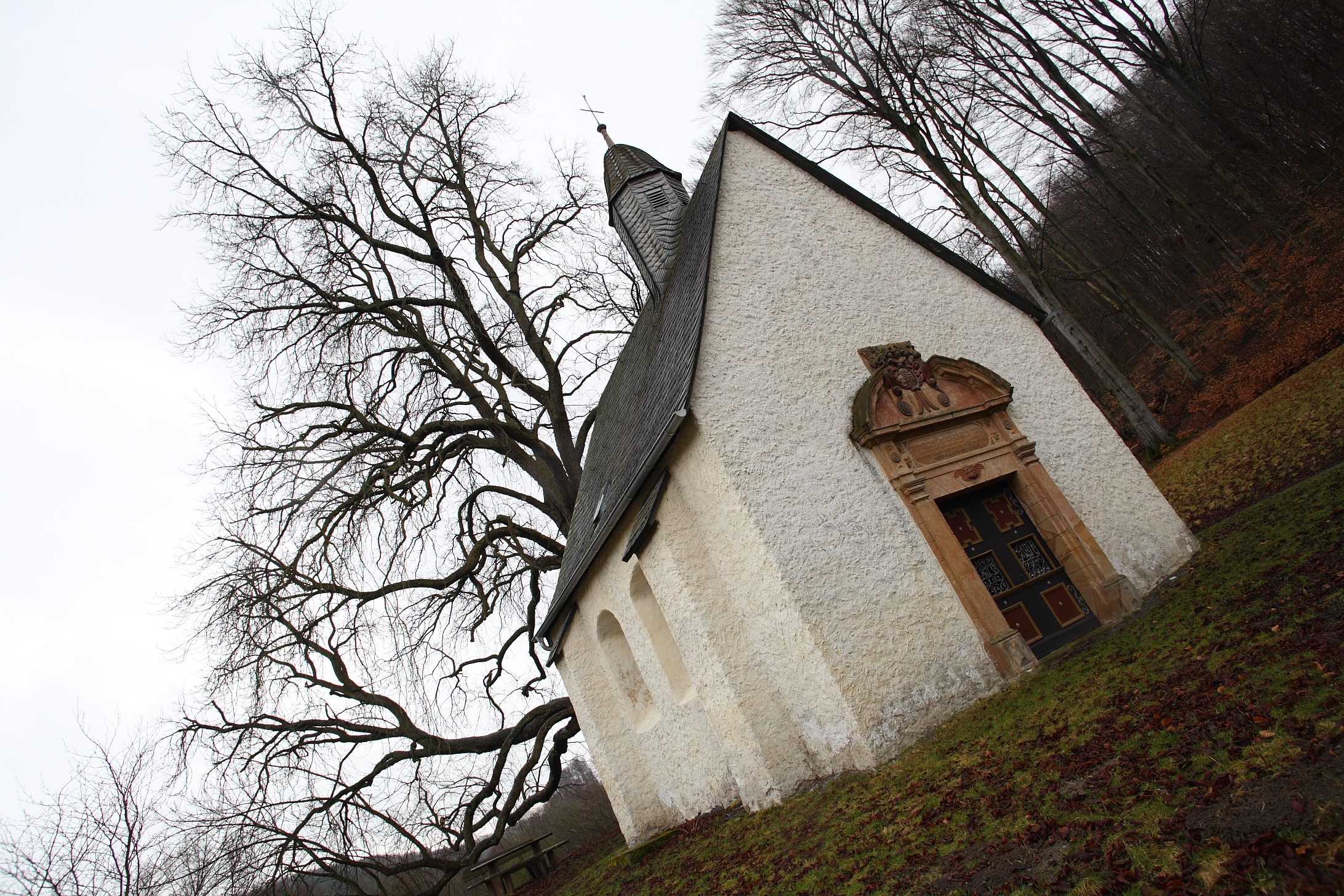
Annenkapelle (oder auch Amerungenkapelle)

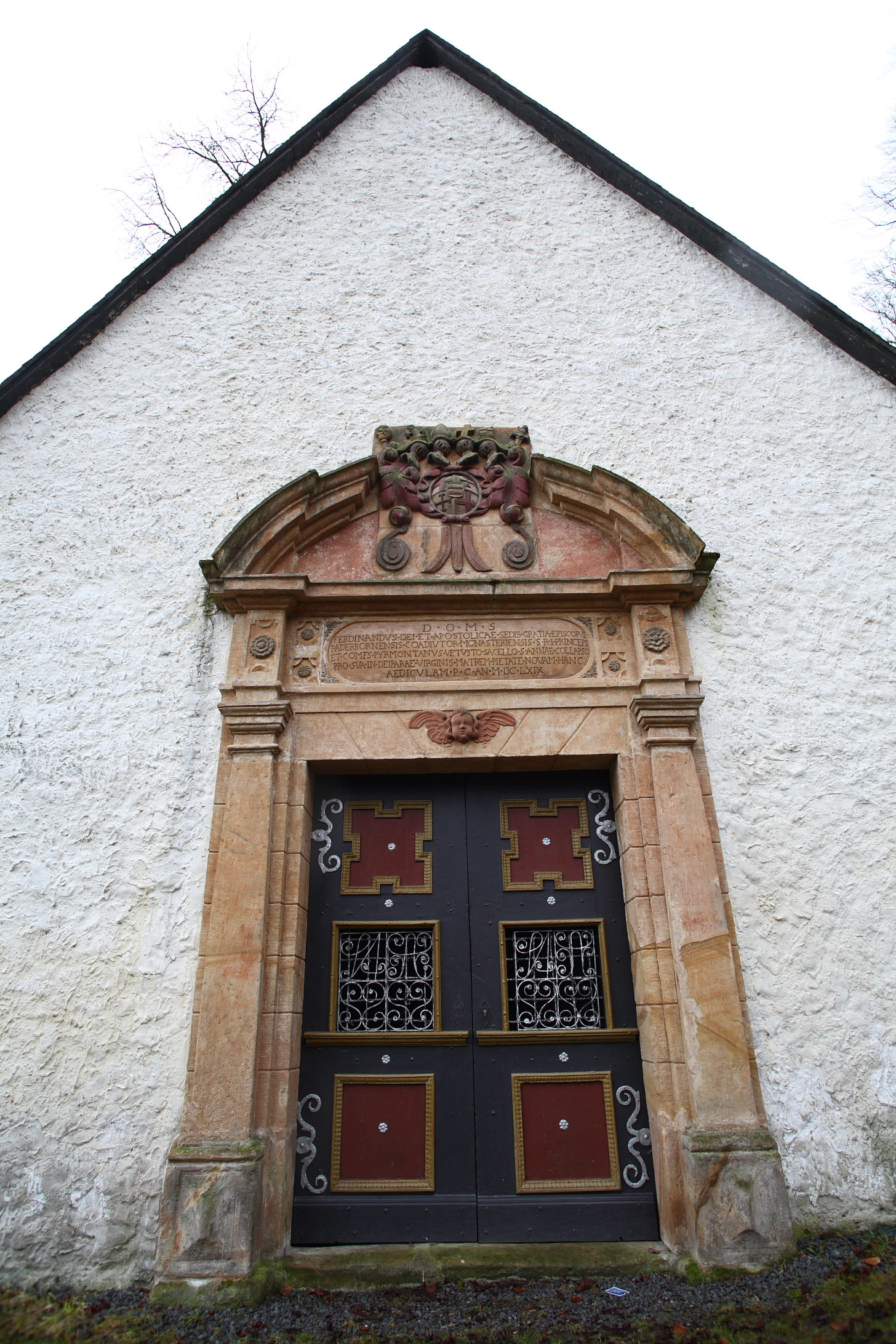
Portal der Annenkapelle (oder auch Amerungenkapelle)

  - Jährlich, am zweiten Sonntag im Juli findet das Schützenfest statt.

- Vereine:
  - Deutsche Wanderjugend Husen
  - Eggegebirgsverein Husen
  - Freiwillige Feuerwehr Husen
  - Heimatverein Husen
  - kfd Frauengemeinschaft Husen
  - Kirchenchor Husen
  - Landwirtschaftlicher Ortsverband Husen
  - Musikverein Husen und Joe’s Big Band
  - Schützenverein Husen e. V.
  - SC Rot Weiß Husen 1925 e. V.
  - Sportfischereiverein Husen
  - Tambourcorps Husen